# Vague de contaminations par le VIH d'Elista
La vague de contaminations par le VIH d'Elista est le premier cas d'infection massive par le VIH en URSS. Il est survenu en 1988, à Elista, capitale de la République socialiste soviétique autonome kalmouke, et s'est étendu à d'autres villes du sud de la Russie. Touchant plusieurs centaines d'enfants, il a provoqué un scandale national.

## Premières infections par le VIH en URSS
Au début des années 1980, le sida était considéré en URSS comme  une maladie « occidentale », affectant de l'autre côté du rideau de fer les prostituées, les sans-abri et les homosexuels. Mais en 1988, plus de 30 cas d'infection par le VIH sont découverts dans le pays, et le premier décès, à l'âge de 29 ans, est celui d'un habitant de Leningrad. Le soviet suprême de l'Union soviétique décide alors des premières mesures de prévention. Le dépistage est rendu obligatoire pour les donneurs de sang et les groupes à risques, parmi lesquels les étrangers et les citoyens soviétiques revenant de l'étranger. Des centres de dépistage anonymes sont créés. Ces mesures n'empêchent cependant pas la croissance du nombre des personnes infectées par le VIH.

## Évènements d'Elista
Fin 1988, deux cas d'infection par le VIH - une femme donneuse de sang et un enfant - sont enregistrés à Elista. La commission d'enquête de l'Institut central de recherche scientifique médical envoyée sur place révèle ensuite que 75 enfants et 4 femmes adultes sont aussi contaminés par le VIH. L'émission Vremia de la télévision centrale d'URSS rend publique cette flambée épidémique. Une session extraordinaire de la commission contre les épidémies du ministère de la santé a lieu, et il est officiellement reconnus que les enfants et les femmes ont été contaminés à la suite d'actes médicaux. Comme le montrera plus tard l'enquête, les infections ont résulté de faits de négligence du personnel médical de l'hôpital, lors de soins donnés à un malade infecté par le VIH, et lors de transfusions sanguines, avec l'utilisation de seringues non stériles. La personne séropositive s'est révélé être le mari d'une des femmes contaminées, qui avait longtemps travaillé au Congo, où, peut-être, il s'était infecté,.

## Nouvelles contaminations
Des cas d'infections d'enfants par le VIH sont aussi identifiés à Volgograd, dans l'oblast de Rostov et le kraï de Stavropol. L'enquête montrera que ces cas sont liées avec ceux d'Elista : un des enfants qui y a été contaminé a séjourné à l'hôpital pour enfants de Volgograd. Les mêmes causes, à savoir le manque de matériel médical, en particulier de seringues et d'aiguilles, et les négligences du personnel médical, ont provoqué une autre contamination massive. En mai 1989 d'autres cas sont dépistés à Rostov-sur-le-Don, et en août leur nombre atteint 13 patients. En octobre, des enfants de l'hôpital pour enfants de la ville de Stavropol sont dépistés séropositifs. Selon les données du ministère de la santé, en avril 1990 plus de 270 enfants infectés par le VIH sont enregistrés,. 

## Suites
Une panique se déclenche dans le pays, et les patients refusent massivement les soins. Des établissements médicaux, face à cette situation, autorisent les patients à apporter leurs propres seringues. Il n'y a pas de véritables sanctions pour les contaminations, et le ministre de la santé Evgueni Tchazov ne décide que de réprimandes à l'encontre des coupables.
Un département spécialisé est créé au sein l'hôpital républicain de Saint-Pétersbourg, en utilisant les ressources scientifiques et médicales. Il se consacra à soigner les enfants, et en accueillit jusqu'à 300. Ils ont bénéficié des premières thérapies antirétrovirales lorsqu'elles ont été disponibles.
En 2011, environ la moitié des personnes infectées est décédée. 44 personnes recevaient une pension de plus de 20 000 roubles par mois, indexée sur l'inflation. 16 autres personnes recevaient une aide de 600 roubles par mois du gouvernement de la république de Kalmoukie pour les soins des enfants malades. En 2010, 12 familles d'enfants décédés ont reçu une aide de 42 000 roubles pour les funérailles, auxquelles il faut ajouter 8 autres familles depuis 2011.
Une partie des enfants a survécu, et certains sont maintenant eux-mêmes parents.
Le 25 janvier 1989, des poursuites pénales ont été engagées, puis classées. En 2011, le comité d'enquête a décidé de rouvrir la procédure.